# Александър Шишманов
Александър Шишманов (или още Александър Шишманович) е български търговец, чорбаджия и политик.

## Биография
Роден е през 1812 г. във Видин и е син на богатия търговец Емануил Шишманоглу и съпругата му Екатерина, по баща Пешакова. Заедно с братята си Петраки и Страцимир е изпратен да учи във Висшето търговско училище в Темешвар.
През 1850 г. той е основният вдъхновител на Видинското въстание и сред претендентите за княжеския престол на проектираното автономно българско княжество във Видинско (заедно със Стефан Богориди, Александър Екзарх и Александър Димитриев).
След потушаването на въстанието и след скандал с видинския митрополит Кирил той е принуден да се установи в Свищов, където се утвърждава като виден обществен деец. Заради политическата си активност през 1870 г. е принуден да емигрира в Румъния, откъдето се завръща след Освобождението. В периода 1883 – 1885 г. е избран за кмет на Свищов.
Александър Шишманов умира на 12 ноември 1892 г. в Свищов като един от най-почитаните първенци на града.

## Семейство
От брака си със съпругата си Лукса (дъщеря на богатия свищовски търговец Алекси Дамянов), Александър Шишманов има 3 синове и 3 дъщери:
- Алеко
- Емануил
- Борис
- Ефимия
- Екатерина
- Елена